# Galantis
 (août 2024).
Galantis est un groupe de producteurs suédois de musique électronique composé de Christian "Bloodshy" Karlsson du groupe Miike Snow, et de Linus Eklöw alias « Style of Eye ». Leurs expériences sont multiples, de la production, du dee-jaying jusqu'à l'écriture de chansons et le duo, nettement influencé également par la pop, se place en marge de la scène « dance ». Remarqué dès le début de l'année 2014, plus particulièrement avec les singles Smile, You puis Runaway (U & I), le groupe ne cesse de voir ses titres repris par les plus grands DJ mondiaux.

## Membres

### Christian Karlsson
Christian Karlsson (en): premier des trois de Miike Snow, connu pour avoir gagné des Grammy Awards en produisant de la pop sous Bloodshy & Avant (incluant Madonna, Katy Perry, Britney Spears, Kylie Minogue, Sky Ferreira, et bien plus encore).
Le duo a contribué au premier album de la chanteuse américaine, spécialiste du R&B, Christina Milian, résultant deux gros tubes internationaux: When you look at me et AM to PM. Bloodshy & Avant ont contribué à l'album In the Zone de Britney Spears en 2003. Spécifiquement, Karlsson et Winnberg ont coécrit le single Toxic avec Henrik Jonback et le compositeur vétéran Cathy Dennis. Elle a finalement gagné un prix Ivor Novello (pour l'écriture et composition) et un Grammy Award pour Best Dance Recording.

### Linus Eklöw
Linus Eklöw: Également connu sous le pseudonyme de Style of Eye, producteur de musique de danse électronique, il a également coécrit et produit le succès I Love It d'Icona Pop en compagnie de Charli XCX.
Style of Eye, le DJ/Producteur né et basé à Stockholm, se situe dans le genre techno et vient de la scène underground. Il explore un éventail de styles musicaux, de la techno à la house via des percussions distinctes et des mélodies minimales flottantes. Après avoir grandi dans une famille de jazz et de soul et jouant de la batterie à 10 ans, Linus s'est orienté vers la musique électronique après l'obtention de son premier ordinateur à quinze ans et en faire du « dub downtempo étranges se mélangeant avec du trip hop ». À l'âge de seize ans, Linus s'est orienté dans la production en studio avec des tubes et remixes sur des labels tels Classic Recordings, Tiny Sticks et Rabid Records.

## Historique de Galantis
Le duo se forme par hasard dans les studios Robotberget de Karlsson à Stockholm, dans le courant de 2007. Après plusieurs années d'échanges de musique et de collaborations indirectes mineures, tels qu'Eklöw's Style of Eye Remix du succès Animal de Miike Snow, leur première rencontre durant laquelle ils s'aperçoivent être « compatibles », les deux producteurs avec le DJ/producteur suédois, Carli, fondent Galantis en 2012. Le trio sort deux titres, Raveheart, et Tank. Peu de temps après leur mises en vente, Carli quitte le groupe.
Le duo signe à la mi-2013 chez la filiale « dance » d'Atlantic Records, Big Beat Records. Enregistrant dans un studio de l'archipel suédois de la mer Baltique, le groupe commence à se concentrer fortement sur leur direction artistique. 
« Nous commençons toujours par la chanson. Nous utilisons la guitare, piano, et des lignes de basse que nous ne gardons pas afin de mieux comprendre quels instruments nous allons mettre sur chaque mélodie et parole. Je pense que cela est différent de beaucoup d'autres dans le monde de la dance. Ils ont un rythme qu'ils aiment et puis ils forcent une ligne haute au-dessus de celle-ci. J'ai l'impression de ressembler à un remix » affirme Christian Karlsson.
Leur premier single avec Big Beat Records, Smile, est mis en vente vers la fin de l'année. Rapidement dès le début de l'année suivante, le duo se fait remarquer, entre autres grâce au clip qualifié d'« ultra-sexy » de leur single. Le titre est remixé par divers artistes dont Kaskade. Smile marque également la première apparition de la créature « Seafox », fruit de l'artiste visuel Mat Maitland. La « Seafox » devient la mascotte Galantis, apparaissant dans toutes leurs vidéos, pochettes ou leurs spectacles.
Début 2014, le duo sort son deuxième single, You. Le titre est joué régulièrement durant la Winter Music Conference, devenant ainsi le 8e titre le plus shazamé au festival. Leur EP homonyme, Galantis, sort en avril.
Quelques mois plus tard, le single Runaway (U & I) à mi-chemin entre la pop et la dance et « composé de trois pistes de voix extrêmement différentes », est diffusé. Ce positionnement est d'ailleurs revendiqué par le groupe qui, à propos de l'EDM, revendique le fait de se situer « en marge, à la frontière, avec un pied dedans et un pied dehors. » Le titre entre de maintes fois dans le top 10 de divers classements à l'international puis reçoit plusieurs certifications « Platine » ou « Or ». Succès mondial, le duo précise qu'alors « ce titre proposait quelque chose de vraiment différent, qui venait compléter quelque part l'offre musicale de notre scène électronique. » Au milieu de l'année 2015 est commercialisé leur album Pharmacy incluant ce précédent single. Le duo entre cette même année à la 98e place du classement des « DJ les plus populaires » du magazine DJ Mag. L'année suivante, signe d'une notoriété établie, le duo est présent sur la scène principale de Tomorrowland en Belgique.

### EP
« Quand nous avons commencé Galantis, nous avons décidé de contester chaque autre et d'expérimenter tous les sons et idées que nous trouvons passionnants. Nous avons construit un studio sur une petite île de la mer Baltique et notre environnement est devenu une source d'inspiration pour l'EP ». - Christian & Linus.
La première chanson Smile est jouée par Kaskade, Diplo, Tiësto, Dada Life, Steve Angello, ou encore la légende de la radio Pete Tong, qui la présente alors comme un tube essentiel. Leur single You s'ensuit avec un piano et un crochet vocal avec l'usage du « filtre Galantis », qui mêle les voix masculines et féminines. Leur chanson Révolution contient des synthés et un rythme extatique soulignant le message de la chanson de ne jamais abandonner vos ambitions.

### Coachella 2014
Galantis débuta leur spectacle au Coachella Festival le 12 avril 2014. Leur performance vint moins de deux semaines après leur première mise en vente. Selon Billboard, le duo répéta des semaines avant de connaître le calendrier du festival.
Surnommé « Seafoxchella », leur set live débuta avec des chansons et remixes de type pop, electro et de house. Le duo joua une longue série d'heures au Gobi Tent, avec des régleurs, images, et mises en scènes de « Seafox ».
Après le deuxième week-end du festival, le duo débuta sa première tournée avec une série de dates en Amérique du Nord. Par ailleurs, le groupe alterne entre des performances sur scène avec leurs instruments ou des sets de mix.

## Discographie

### Albums studios
| Titre                                                                          | Détails                                                                           | Positions | Positions | Positions | Positions | Positions | Positions | Positions | Positions | Positions |
| Titre                                                                          | Détails                                                                           | SUE       | AUS       | BEL (FL)  | CAN       | É-U Dance | NOR       | N-Z       | P-B       | R-U       |
| ------------------------------------------------------------------------------ | --------------------------------------------------------------------------------- | --------- | --------- | --------- | --------- | --------- | --------- | --------- | --------- | --------- |
| Pharmacy                                                                       | - Sortie : 8 juin 2015 - Label : Atlantic - Format : Téléchargement, CD           | 7         | 38        | 128       | 98        | 1         | 15        | 33        | 48        | 71        |
| The Aviary                                                                     | - Sortie : 15 septembre 2017 - Label : Atlantic - Format : Téléchargement, CD     | —         | 40        | —         | 47        | 4         | —         | —         | —         | 58        |
| Church                                                                         | - Sortie : 7 février 2020 - Label : Atlantic - Format : Téléchargement, streaming | —         | —         | —         | —         | 4         | —         | —         | —         | —         |
| Rx                                                                             | - Sortie: 17 Mai 2024 - Label: Atlantic - Format: Streaming, CD                   |           |           |           |           |           |           |           |           |           |
| « — » signifie que l'album ne s'est pas classé ou n'est pas sorti dans le pays |                                                                                   |           |           |           |           |           |           |           |           |           |

### Singles

#### Artistes principaux
| Titre                                                                           | Année | Positions | Positions | Positions | Positions | Positions | Positions | Positions | Positions | Positions | Positions | Positions | Positions | Certification | Album                               |
| Titre                                                                           | Année | SUE       | ALL       | AUS       | BEL (FL)  | BEL (WAL) | É-U Dance | FRA       | NOR       | N-Z       | P-B       | R-U       | SUI       | Certification | Album                               |
| ------------------------------------------------------------------------------- | ----- | --------- | --------- | --------- | --------- | --------- | --------- | --------- | --------- | --------- | --------- | --------- | --------- | --- | ----------------------------------- |
| Raveheart                                                                       | 2012  | —         | —         | —         | —         | —         | —         | —         | —         | —         | —         | —         | —         | | Raveheart EP                        |
| Smile                                                                           | 2014  | —         | —         | —         | —         | —         | —         | —         | —         | —         | —         | —         | —         | | Galantis EP                         |
| You                                                                             | 2014  | —         | —         | —         | —         | —         | —         | —         | —         | —         | —         | —         | —         | | Galantis EP / Pharmacy              |
| Runaway (U & I)                                                                 | 2014  | 25        | 58        | 4         | 6         | 6         | 9         | 23        | 12        | 6         | 3         | 4         | 42        | - GLF: 2× Platine - ARIA: 2× Platine - BEA: Or - BPI: Platine - BVMI: Or - IFPI NOR: 2× Platinum - MC: 3× Platine - RIAA: Platine - RMNZ: Platine | Pharmacy                            |
| Gold Dust                                                                       | 2015  | —         | —         | —         | —         | —         | —         | —         | —         | —         | —         | —         | —         | | Pharmacy                            |
| Peanut Butter Jelly                                                             | 2015  | 17        | 76        | 3         | —         | —         | 18        | —         | 17        | 18        | 81        | 8         | —         | - GLF: Or - ARIA: 2× Platine - BPI: Platine - IFPI NOR: Platinum - MC: Platine - RIAA: Or - RMNZ: Or                                              | Pharmacy                            |
| In My Head                                                                      | 2015  | —         | —         | —         | —         | —         | 46        | —         | —         | —         | —         | —         | —         | | Pharmacy                            |
| Louder Harder Better                                                            | 2016  | —         | —         | —         | —         | —         | —         | —         | —         | —         | —         | —         | —         | | Pharmacy                            |
| No Money                                                                        | 2016  | 4         | 10        | 6         | 22        | 2         | 7         | 64        | 1         | 16        | 6         | 4         | 13        | - ARIA: Platine - BPI: 2x Platine - BVMI: Platine - IFPI AUT: Or - MC: 2× Platine - RIAA: Platine - RMNZ: Or - SNEP: Or                           | The Aviary                          |
| Make Me Feel (avec East & Young)                                                | 2016  | —         | —         | 99        | —         | —         | —         | —         | —         | —         | —         | —         | —         | | XOXO: The Album                     |
| Love on Me (avec Hook N Sling)                                                  | 2016  | 27        | 39        | 69        | —         | 34        | 18        | —         | —         | —         | 29        | 16        | 64        | - BPI: Or - BVMI: Or - MC: Platine | The Aviary                          |
| Pillow Fight                                                                    | 2016  | —         | —         | —         | —         | —         | 19        | —         | —         | —         | —         | —         | —         | | The Aviary                          |
| Rich Boy                                                                        | 2017  | —         | —         | —         | —         | —         | 31        | —         | —         | —         | —         | 60        | —         | |                                     |
| Hunter                                                                          | 2017  | 24        | 35        | —         | —         | —         | 21        | —         | 16        | —         | 68        | —         | 93        | - BVMI: Or | The Aviary                          |
| True Feeling                                                                    | 2017  | —         | —         | —         | —         | —         | 25        | —         | —         | —         | —         | —         | —         | | The Aviary                          |
| Girls on Boys (avec Rozes)                                                      | 2017  | —         | —         | —         | —         | —         | 32        | —         | —         | —         | —         | —         | —         | | The Aviary                          |
| Tell Me You Love Me (avec Throttle)                                             | 2017  | —         | —         | —         | —         | —         | 38        | —         | —         | —         | —         | —         | —         | - ARIA: Platine | The Aviary                          |
| Spaceship (feat. Uffie)                                                         | 2018  | 92        | —         | —         | —         | —         | 36        | —         | —         | —         | —         | —         | —         | |                                     |
| Satisfied (feat. MAX)                                                           | 2018  | 85        | —         | —         | —         | —         | 22        | —         | —         | —         | —         | —         | —         | | Satisfied / Mama Look at me Now     |
| Mama Look at Me Now                                                             | 2018  | —         | —         | —         | —         | —         | 25        | —         | —         | —         | —         | —         | —         | | Satisfied / Mama Look at me Now     |
| Emoji                                                                           | 2018  | —         | —         | —         | —         | —         | 42        | —         | —         | —         | —         | —         | —         | |                                     |
| San Francisco (feat. Sofia Carson)                                              | 2018  | —         | —         | —         | —         | —         | 37        | —         | —         | —         | —         | —         | —         | |                                     |
| Bones (feat. OneRepublic)                                                       | 2019  | 46        | —         | —         | —         | —         | 17        | —         | —         | —         | —         | —         | 63        | - MC: Or | Church                              |
| I Found U (avec Passion Pit)                                                    | 2019  | —         | —         | —         | —         | —         | —         | —         | —         | —         | —         | —         | —         | | Church                              |
| We Can Get High (avec Yellow Claw)                                              | 2019  | —         | —         | —         | —         | —         | —         | —         | —         | —         | —         | —         | —         | | Church                              |
| Roots (avec Valerie Broussard)                                                  | 2019  | —         | —         | —         | —         | —         | 30        | —         | —         | —         | —         | —         | —         | |                                     |
| Holy Water                                                                      | 2019  | —         | —         | —         | —         | —         | 27        | —         | —         | —         | —         | —         | —         | | Church                              |
| Faith (avec Dolly Parton feat. Mr Probz)                                        | 2019  | —         | —         | —         | —         | —         | 10        | —         | —         | —         | —         | —         | —         | - MC: Platine - RIAA: Or | Church                              |
| The Lake (avec Wrabel)                                                          | 2020  | —         | —         | —         | —         | —         | —         | —         | —         | —         | —         | —         | —         | |                                     |
| I Fly                                                                           | 2020  | —         | —         | —         | —         | —         | —         | —         | —         | —         | —         | —         | —         | | Scoob! The Album                    |
| Only a Fool (avec Ship Wreck & Pink Sweats)                                     | 2020  | —         | —         | —         | —         | —         | 21        | —         | —         | —         | —         | —         | —         | |                                     |
| Pretty Please (avec Jackson Wang)                                               | 2020  | —         | —         | —         | —         | —         | 32        | —         | —         | —         | —         | —         | —         | |                                     |
| Fuck Tomorrow Now (avec Jackson Wang)                                           | 2020  | —         | —         | —         | —         | —         | 40        | —         | —         | —         | —         | —         | —         | | Church                              |
| Tu Tu Tu (That's Why We) (avec NGHTMRE & Liam O'Donnel)                         | 2020  | —         | —         | —         | —         | —         | —         | —         | —         | —         | —         | —         | —         | |                                     |
| Dandelion (avec Jvke)                                                           | 2021  | —         | —         | —         | —         | —         | 19        | —         | —         | —         | —         | —         | —         | |                                     |
| The Best (avec Hook N Sling & Karen Harding)                                    | 2021  | —         | —         | —         | —         | —         | 45        | —         | —         | —         | —         | —         | —         | |                                     |
| Heartbreak Anthem (avec David Guetta & Little Mix)                              | 2021  | 36        | 57        | 46        | 42        | —         | 7         | —         | 23        | —         | 23        | 3         | 51        | - BPI: Platine - IFPI AUT: Or - MC: Platine - RIAA: Or                                                                                            |                                     |
| Tears for Later (avec Don Diablo)                                               | 2021  | —         | —         | —         | —         | —         | 22        | —         | —         | —         | —         | —         | —         | | Forever                             |
| Sweet Talker (avec Years and Years)                                             | 2021  | —         | —         | —         | —         | —         | 21        | —         | —         | —         | —         | 26        | —         | - BPI: Argent | Night Call                          |
| Alien (avec Lucas & Steve feat. Ilira)                                          | 2021  | —         | —         | —         | —         | —         | 41        | —         | —         | —         | —         | —         | —         | |                                     |
| When the Lights Go Down (avec DVBBS feat. Cody Simpson)                         | 2022  | —         | —         | —         | —         | —         | 40        | —         | —         | —         | —         | —         | —         | |                                     |
| Run (avec Becky Hill)                                                           | 2022  | —         | —         | —         | 45        | —         | 17        | —         | —         | —         | 92        | 21        | —         | - BPI: Argent | Only Honest on the Weekend (Deluxe) |
| Good Luck (avec Mabel & Jax Jones)                                              | 2022  | —         | —         | —         | —         | —         | 22        | —         | —         | —         | —         | 45        | —         | | About Last Night...                 |
| What It Feels Like (avec Nervo feat. You)                                       | 2022  | —         | —         | —         | —         | —         | —         | —         | —         | —         | —         | —         | —         | |                                     |
| Fading Like A Flower (avec Roxette)                                             | 2022  | 90        | —         | —         | —         | —         | —         | —         | —         | —         | —         | —         | —         | |                                     |
| 1x1                                                                             | 2022  | —         | —         | —         | —         | —         | —         | —         | —         | —         | —         | —         | —         | |                                     |
| DNA (avec Craig David)                                                          | 2022  | —         | —         | —         | —         | —         | —         | —         | —         | —         | —         | —         | —         | | 22                                  |
| Damn (You've Got Me Saying) (avec David Guetta & MNEK)                          | 2022  | —         | —         | —         | —         | —         | 29        | —         | —         | —         | —         | —         | —         | |                                     |
| Hooked (Hot Stuff) (avec Rika)                                                  | 2023  | —         | —         | —         | —         | —         | —         | —         | —         | —         | —         | —         | —         | |                                     |
| I Want You (avec Icona Pop)                                                     | 2023  | —         | —         | —         | —         | —         | —         | —         | —         | —         | —         | —         | —         | |                                     |
| Hungry Heart (avec Steve Aoki & Hayley Kiyoko)                                  | 2023  | —         | —         | —         | —         | —         | —         | —         | —         | —         | —         | —         | —         | |                                     |
| Fool 4 U (avec JVKE et Enisa)                                                   | 2023  | —         | —         | —         | —         | —         | —         | —         | —         | —         | —         | —         | —         | |                                     |
| Bang Bang !                                                                     | 2023  | —         | —         | —         | —         | —         | —         | —         | —         | —         | —         | —         | —         | |                                     |
| Koala                                                                           | 2023  | —         | —         | —         | —         | —         | —         | —         | —         | —         | —         | —         | —         | |                                     |
| « — » signifie que le titre ne s'est pas classé ou n'est pas sorti dans le pays |       |           |           |           |           |           |           |           |           |           |           |           |           | |                                     |

#### Artistes en featuring
| Titre                         | Année | Album        |
| ----------------------------- | ----- | ------------ |
| Jumbo (A-Trak feat. Galantis) | 2012  | Tuna Melt EP |

### Singles promotionnels
| Titre                                  | Année | Album                |
| -------------------------------------- | ----- | -------------------- |
| We Are Born To Play (feat. Charli XCX) | 2020  | Super Nintendo World |
| Steel                                  | 2020  | Church               |
| Unless It Hurts                        | 2020  | Church               |
| Stella                                 | 2020  | Church               |

### Remixes
- 2014 : Alex Metric feat. Stefan Storm - Heart Weighs a Ton (Galantis & Alex Metric Remix)
- 2015 : Galantis - Gold Dust (Galantis & Elgot VIP Mix)
- 2015 : Florence + The Machine - Delilah (Galantis Remix)
- 2016 : Galantis - In My Head (Misha K & Galantis VIP Mix)
- 2016 : Galantis - Peanut Butter Jelly (Maxum & Galantis VIP Mix)
- 2016 : Peter Bjorn and John - Dominos (Galantis Remix)
- 2016 : Youngr - Out of My System (Galantis Remix)
- 2016 : Galantis & Hook N Sling - Love On Me (Galantis & Misha K VIP Mix)
- 2017 : Galantis - Pillow Fight (Galantis & CID VIP Mix)
- 2017 : Ed Sheeran - Shape of You (Galantis Remix)
- 2017 : Wrabel - Bloodstain (Galantis Remix)
- 2017 : Galantis - Hunter (Galantis & Misha K VIP Mix)
- 2017 : Galantis - True Feeling (Galantis & Shndō VIP Mix)
- 2017 : Selena Gomez feat. Gucci Mane - Fetish (Galantis Remix)
- 2017 : Sam Smith - Too Good at Goodbyes (Galantis Remix)
- 2018 : A R I Z O N A - Summer Days (Galantis Remix)
- 2018 : Shift K3Y feat. A*M*E - Entirety (Galantis Remix)
- 2018 : Galantis feat. MAX - Satisfied (Galantis & Misha K VIP Mix)
- 2018 : Galantis - Mama Look at Me Now (Galantis & Deniz Koyu VIP Mix)
- 2019 : Kygo feat. Valerie Broussard - Think About You (Galantis Remix)
- 2019 : Galantis feat. OneRepublic - Bones (Galantis & Shndō VIP Mix)
- 2019 : Galantis & Dolly Parton feat. Mr Probz - Faith (Galantis & Bali Bandits VIP Mix)
- 2020 : Galantis & Hook N Sling feat. Dotan - Never Felt a Love Like This (Galantis VIP Mix)
- 2020 : S+C+A+R+R - The Rest of My Days (Galantis Remix)
- 2020 : Brando - Don't Call Me (Galantis Remix)
- 2020 : Falling in Reverse - Popular Monster (Galantis & NGHTMRE Remix)
- 2020 : Pelé & Rodrigo y Gabriela - Acredita no Véio (Listen to the Old Man) (Galantis Version)
- 2021 : Benny Benassi feat. Gary Go - Cinema (Galantis Remix)
- 2021 : Aleyna Tilki - Retrograde (Galantis Remix)
- 2021 : Tchami - Buenos Aires (Galantis & Bali Bandits Remix)
- 2021 : Bebe Rexha feat. Lil Uzi Vert - Die For a Man (Galantis Remix)
- 2021 : Dermot Kennedy - Better Days (Galantis Remix)
- 2021 : Galantis & David Guetta & Little Mix - Heartbreak Anthem (Misha K & Galantis Gold Rush VIP)
- 2021 : Coldplay & BTS - My Universe (Galantis Remix)
- 2021 : Little Mix - No (Galantis Remix)
- 2022 : Becky Hill & Galantis - Run (Galantis & Misha K VIP Remix)
- 2022 : Tate McRae - What Would You Do? (Galantis Remix)
- 2022 : Charlie Puth feat. Jung Kook - Left and Right (Galantis Remix)
- 2022 : Galantis & David Guetta & MNEK - Damn (You've Got Me Saying) (Galantis & Misha K VIP Remix)
- 2023 : Acraze feat. Goodboys - Believe (Galantis Remix)
- 2023 : Fitz and The Tantrums - Moneymaker (Galantis & Secs On The Beach Remix)

### Source
- Ludovic Rambaud, « Galantis duo gagnant », DJ Mag, no 12,‎ décembre 2015 - janvier 2016, p. 18 à 19 (ISSN 2271-006X).